# Acanthorhynchus
Az Acanthorhynchus a madarak osztályának verébalakúak (Passeriformes) rendjébe, valamint a mézevőfélék (Meliphagidae) családjába tartozó egyetlen nem.

## Rendszerezés
A nemet John Gould írta le 1837-ben, az alábbi 2 faj tartozik ide:
- keleti mézmadár (Acanthorhynchus tenuirostris)
- nyugati mézmadár (Acanthorhynchus superciliosus)